# Have a Nice Day (SPECIAL OTHERSのアルバム)
『Have a Nice Day』（ハヴ・ア・ナイス・デイ）は、2012年10月10日にSPEEDSTAR RECORDSからSPECIAL OTHERSが発売した5枚目のフル・スタジオ・アルバム。

## 概要
オリジナル・アルバムとしては『THE GUIDE』以来2年ぶり。本作は前作、『SPECIAL OTHERS』や2012年3月に行われた全米ツアーでのライブや現地での音楽が影響したと語っており、メンバーの山下は「ゲストを迎えて音源を作っていた昨年の活動を経てからの作品だったので、インストバンドとしての面白さや楽器の面白さをより意識しました」と述べており、宮原は「参加してくれたアーティストみたいな表現はできないって改めて知ったというか。それで自分たちを見つめ直した」「最終的には原点回帰みたいなモードでアルバムを作りました」と語り、又吉は「コラボ・アルバムを作ってるときは歌録りとか勉強になる部分があったんですけど、それはそれとして自分たちだけで作る5thアルバムがどうなるのかなっていうのが純粋に楽しみだったんですよね」と語っている。

## 収録曲
CD
1. ROOT
2. ORION
3. Raindrops
4. beautiful world
  - 海外でも配信された楽曲。元々10年ほど前からあった曲で、メンバーがアマチュアの頃に作ったデモCD-Rに収録されていたもの[3]。
5. ORGAN BASS
6. Hawaiian Secret Beat
7. barrel
8. Dance Festival
9. Provence
10. Have a Nice Day

初回生産限定盤DVD
1. “ものすごい規模の全米ツアー!?”メモリーズ 〜KA・GA・YA・I・TE〜 密着ドキュメンタリー完全版